# Крст части
Крст части, такође познат и као Почасни крст, или популарно Хинденбургов крст, је био комеморативна медаља, која је постављена 13. јула 1934. године од стране Рајх премијера Паула фон Хинденбурга за оне војнике империјалне немачке који су се борили у Првом светском рату. Прављен је у три верзије.
- Крст части за борце - за војнике који су учествовали у борби.
- Крст части за ратне учеснике - за војнике који нису учествовали у борби.
- Крст части за породице - за породице палих бораца.

Након Аншлуса Аустрије 1938. године, аустријски ветерани Првог светског рата су такође били у могућности да добију Крст части.
Укупно је 6.250.000 Крстова части је дато за борце, 1.200.000 за не борце и 720.000 је дато породицама.

## Дизајн
Медаља је дизајнирана од стране Еуген Годета, а њен облик је сличан Гвозденом крсту, мада је мањи. У средини крста су године почетка и краја Првог светског рата, и окружен је венцем од храстовог лишћа. Задња страна медаље је равна.
Крст за војне учеснике који се нису борили се разликовао од крста за борце због тога што није имао укрштене мачеве. Крст части за породице исто није имао мачеве, био је офарбан у црно и имао различиту траку.
Медаља има траку која има танку црну штрафту на крајевима, црвену у средини. Између се налезе црна и бела штрафта, док су боје код медаља за породице инверзне.